# 歩兵第120連隊
歩兵第120連隊（ほへいだい120れんたい、歩兵第百二十聯隊）は、大日本帝国陸軍の連隊の一つ。

## 沿革
1938年（昭和13年）5月、第106師団隷下の歩兵連隊の一つとして福知山で編成された。同月23日、軍旗拝受。編成後まもなく華中へ渡り、6月30日より太湖の南方の湖州付近の警備についた。その後、武漢作戦、順安攻略戦、青陽作戦と連戦し、安慶周辺地区の警備に任じた。1943年（昭和18年）編成改編を迎えるまで浙贛作戦や大別山作戦などに参加し、同地の警備に当たった。
1943年（昭和18年）6月29日、軍令陸甲第36号により編成改編され、同年7月10日に編成完結。10月18日、常徳殲滅作戦に参加。日中戦争最後の城門攻撃となった大西門外の激戦では雨の中無数の地雷によって多くの兵力を奪われながらの勝利となった。1944年（昭和19年）6月27日から始まった衝陽攻略作戦は、「昭和の203高地」と呼ばれるほどの激戦となり、約40日に渡り昼夜を問わず戦闘が続き、755名の戦死者と2千数百名の負傷者を出した。
その後戦力を立て直し、1945年（昭和20年）4月、芷江作戦に参加し激戦を繰り広げた。師団主力が反転に移ると反転援護の要請を受け、追尾する敵との間で激しい白兵戦となった。同年8月18日、湖南省宝慶拓木田にて軍旗を奉焼した。その後、鹿角、漢口、上海と移駐し、1946年（昭和21年）8月2日に復員完結となった。

## 歴代連隊長
| 代 | 氏名     | 在任期間               | 出身校・期 | 備考 |
| -- | -------- | ---------------------- | ---------- | ---- |
| 1  | 志摩源吉 | 1938.5.15 -            | 陸士23期   |      |
| 2  | 和爾基隆 | 1941.10.15 - 1944.7.21 | 陸士27期   | 戦死 |
| 3  | 児玉忠雄 | 1944.7.25 - 終戦       | 陸士29期   |      |